# A harag napja (film, 2006)
A harag napja (angol cím: Day of Wrath) 2006-ban bemutatott, 109 perces magyar–angol akciófilm, Adrian Rudomin rendezésében.

## Cselekmény
A történet egy spanyolországi kisvárosban játszódik, 1542-ben. Az országegyesítő „katolikus királyok”, Aragóniai Ferdinánd és Kasztíliai Izabella idején létrehozott inkvizíció élet és halál ura, az emberek életének minden mozzanatát ellenőrzi. A zsidókat kiűzték vagy áttérésre kényszerítették. A templom papja, a fanatikus Mánuel atya a rejtőzködő zsidó eretnekek ellen uszít. A város elöljáróját, Don Francisco del Ruizt a tartomány királyi kormányzójává nevezik ki. Don Ruizt a templomban egy álarcos férfi Don Isaac de Cordoba néven szólítja, és megfenyegeti, hogy múltját ismerik és számon tartják. 
A beiktatási ünnepség estéjén az utcán brutálisan legyilkolják Santa Fé hercegét. A halott mellére gyilkosai késsel egy véres betűt metszenek, fenyegető névjegyként. Ruy de Mendoza bíró, aki magánéleti problémái miatt az alkohol rabja, a kocsmából a helyszínre siet. Helyettesét, az ifjú Donoso Cabralt a helyszínen hagyja, ő maga felkeresi az áldozat feleségét, Santa Fé hercegnét. Mire Ruy a hercegnével visszaér a helyszínre, a hullák eltűntek, és minden nyom el van takarítva. Mendoza bírónak senki sem hisz, másnap maga az özvegy hercegné is azt hazudja neki, hogy ura él és elutazott. Anselmo testvér, a főinkvizítor sem ad hitelt Ruy szavainak, sőt alátámasztja a hercegné hazugságát egy, a halott nevében írt hamis levéllel. A főinkvizítor egy nagyhatalmú funkcionáriusokból álló titkos összeesküvő csoportot irányít, akik minden eszközzel akadályozzák a gyilkosságok tényének napvilágra jutását.
Mendoza bíró mégis elkezd nyomozni, de a bigott katolikus közösség hallgatásának falába ütközik. Senki sem akar tudni semmiről, félnek an antiszemitizmusra uszító paptól, az inkvizíciótól, az eretnekség gyanújától. Rövidesen újabb gyilkosság történik, Jaramillo grófot és testőreit mészárolják le hasonló módon. Mire Mendoza bíró az özvegy grófnéval helyszíni szemlére érkezik, a hullák ismét nyomtalanul eltűntek. Carmen de Jaramillo grófné, aki Mendoza ifjúkori nagy szerelme volt, szintén azt hazudja, hogy férjének semmi baja. Anselmo főinkvizítor alkoholista képzelgőnek bélyegzi Mendozát, elveszi tőle a bizonyítékot és kidobja. A bíró köznevetség tárgyává válik. Másnap egy álarcos lovas a gróf címerét és ruháját viselve látványosan kilovagol a városból. Mendoza üldözőbe veszi, de a lovas kísérői megakadályozzák, hogy azonosítsa az elvágtató lovas személyét. Mendoza a kolostor levéltárában kezd kutakodni. Ellentmondásokat fedez fel a nemesi családfák tábláiban, sem Santa Fé herceg, sem Jaramillo gróf őseit nem találja. Anselmo és titkos társasága veszélyesnek ítéli Mendoza kutakodását. A grófnét szembesíti azzal, hogy többszáz évesnek mondott családi arcképcsarnoka modern másolatokból áll. Donoso egy bencés szerzeteshez viszi, aki olyan könyveket mutat nekik, ahol a Santa Fé és Jaramillo családok története a középkori királyokig van visszavezetve. Mandoza történelemhamisítást gyanít. Anselmo főinkvizítor és titkos társasága veszélyesnek ítéli Mendoza kutakodását: irodáját felgyújtják, a kolostorból elhozott könyveit megsemmisítik. Mendoza hiába fordul a kormányzóhoz fordul, Don Francisco is gúnyt űz belőle.
Otthon Mendoza szenved felesége, Isabel vakbuzgóságától. Az asszony a szexnek még a szándékát is súlyos bűnnek tartja, amit a templomban meg kell gyónnia. A kormányzó puskalövésektől megsebesül. Mindenki balesetet, véletlenül elsült puskákat emleget, de Mendoza megállapítja, hogy nem a kormányzó katonái hibáztak, hanem idegen merénylők tüzeltek. Éjjel újabb gyilkosságok történnek, Mendoza az utcán tetten éri a gyilkosok csoportját. Karddal támad rájuk, de párbajban alulmarad a kiválóan képzett martalóc vezérrel szemben, aki könnyű sebet ejt Mendozán, de nem öli meg. A sebesült Mendoza rábukkan a meggyilkolt Santa Fé hercegnére és testőrére. A hulláktól elvesz egy értékes címeres nyakláncot, egy régi kulcsot és egy irattekercset, mely spanyol zsidó családok neveit tartalmazza. Elrejtőzve szemtanúja lesz, amint helyettese, Donoso Cabral a helyszínre érkezik, kétségbe esve keresi az eltűnt listát, aztán embereivel eltünteti a hullákat, megtisztítja a terepet.
Másnap Mendoza felelősségre vonja Donosót: bűnrészességgel vádolja a gyilkosságokban. A fiú inkább a halálba menekül, nehogy családjára bajt hozzon. Mendoza rájön, hogy Donoso Cabral és családtagjai rejtőzködő zsidók, az antiszemita Mánuel atya szemében üldözendő eretnekek. A Donoso halála miatt bűntudatot érző Mendoza menekülést kínál fel nekik. Lelkifurdalását megosztja vakbuzgó feleségével, aki az eretnekséget a gyilkosságnál is súlyosabb bűnnek tartja. Éjjel az utcán Mendozát a gyilkosok vezére, Miguel de Alvarado magyar zsoldos figyelmezteti, hogy nyomozása sok embert felingerelt, és ügyeljen a saját családjára. Reggel Mendoza azzal szembesül, hogy az inkvizíció elhurcolta Donoso Cabral feleségét és apját, akiket a bíró saját bigott felesége, Isabel jelentett fel Mánuel atyánál. Anselmo testvér a listát keresve halálra kínozza mindkettőjüket. Mendoza a listával az özvegy Carmen de Jaramillo grófné palotájába siet. A nő szerelmet kínál neki, de Mendoza a listán szereplő nevekről kérdezi. A veszekedés során előkerül egy kulcs, Mendoza rájön, hogy Carmen is rejtőzködő zsidó, akit a keresztények elüldöztek szülővárosából, de őrzi egykori szülőházának kulcsát, hogy a Megváltó eljövetelekor hazatérhessen. Carmen a listáról nem mond semmit, mert gyermekeit Anselmo testvér a szomszéd szobában túszként fogva tartja.
Mendoza a bencés szerzeteshez siet, hogy a lista neveit összehasonlítsa a családfákkal. Anselmo testvér emberei rágyújtják az épületet. Miguel zsoldos és társai kimentik Mendozát az égő házból és megbízójukhoz, Don Francisco del Ruiz kormányzóhoz kísérik. A kormányzó feltárja előtte a titkot, ami a listákat és a város lakóit összeköti: 1492-ben az országegyesítő „katolikus királyok” kiűzték a zsidókat az országból. Akik áttértek, azoknak két múlva megtiltották a hivatalviselést. A zsidóknak, hogy életüket és vagyonukat megmenthessék, el kellett titkolni származásukat. A háborús pénzszűkében álló Ferdinánd királlyal, aki maga is zsidó származású volt, hatalmas pénzösszeg lefizetése ellenében egyezséget kötöttek, a listákra felvett zsidó családok („conversók”) új keresztény nemesi családneveket kaptak a királytól. Megrendelésükre új, hamis nemesi családtörténeteket írtak. A király halála után az inkvizíció eretneknek minősítette a zsidó származásúakat is és halálra üldözte őket. Az életben maradottak egy vidéki kisvárosba költöztek össze, ahol együtt biztonságban érezhetik magukat. A keresztény rítus törvényeit követik, az egyedüli kívülálló a templom papja, a fanatikus zsidógyűlölő Mánuel atya, előle kell eltitkolni a valóságot. A zsidó családok listáján szerepel Anselmo főinkvizítor, és Don Ruiz kormányzó családja is. Az egymásra utalt, titkos közösségen belül kapzsiság és zsarolás ütötte fel a fejét. Aki a listákat birtokolja, élet és halál ura lehet. Anselmo testvér az egyik lista birtokában zsarolja azon sorstársait, akik kiemelkedtek a többi közül. Don Ruiz kormányzó zsoldosokat fogadott, hogy sorra öljék meg a listán szereplő nemeseket, akik között a zsarolókat gyanítja. A halottak mellére a bérgyilkosok a DIES IRAE (a harag napja) szavak kezdőbetűit vésik. Mendoza átadja neki a meggyilkolt Santa Fé hercegnénél talált listát is. Megtudja, hogy saját anyja a kormányzó nővére, ő maga a kormányzó unokaöccse, és egyetlen örököse. De Menoza nyomozása a titok kipattanásával fenyeget, és az összes rejtőző zsidó család pusztulásához vezethet. Ezért próbálta őt leállítani a zsaroló Anselmo és a megzsarolt kormányzó is. A kormányzó utasítja Mendozát, hogy fejezze be az ő művét, irtson ki mindenkit, akinek neve a listákon áll, mert csak így mentheti meg közös családjukat a könyörtelen Anselmo testvértől.
Mendoza megpróbál egyezkedni Anselmóval, de az összeesküvők megtámadják. Életét ismét Miguel de Alvarado és zsoldos társai mentik meg. Anselmo kínvallatásra hurcolja Mendoza feleségét, Isabelt és gyermekeit. A zsoldosok segítségével Mendoza betör az inkvizíció épületébe és kiszabadítja őket. Amikor Isabel megtudja, hogy férje és gyermekei zsidók, menekülni akar, de a dulakodásban meghal. Gyermekeit Mendoza az özvegy Carmen de Jaramillo grófnéra bízza. A zsoldosokat utasítja, hogy csak Anselmó testvért és zsaroló társait gyilkolják le, a listán szereplő többi személy maradjon bántatlan, velük új egyezséget köt.
A gyilkosságok végrehajtása után az özvegy Mendoza feleségül veszi régi szerelmét, Carmen de Jaramillót. Az ünnepélyes keresztény esküvőn a fanatikus Mánuel atya adja össze őket. A kegyelemért hálás városi előkelőségek drága ajándékokkal halmozzák el. Nagybátyja, a kormányzó átadja neki a listákat. Később titkos zsidó szertartás szerint is egybekelnek.

## Szereposztás
| Szerep                            | Színész                       | Magyar hangja (1. szinkron) |
| --------------------------------- | ----------------------------- | --------------------------- |
| Ruy de Mendoza bíró, prefektus    | Christopher Lambert           | Kőszegi Ákos                |
| Isabel de Mendoza, Ruy felesége   | Oroszlán Szonja               | (saját hangján)             |
| Esperanza de Mendoza, Ruy anyja   | Phyllida Law                  | Gyimesi Pálma               |
| Don Francisco del Ruiz kormányzó  | Brian Blessed                 | Rajhona Ádám                |
| Carmen de Jaramillo grófné        | Blanca Marsillach             | Majsai-Nyilas Tünde         |
| Raul de Jaramillo gróf            | Téri Sándor                   | (saját hangján)             |
| Anselmo testvér, inkvizítor       | James Faulkner                | Ujréti László               |
| Mánuel atya                       | Schramek Géza                 | (saját hangján)             |
| Donoso Cabral törvényszolga       | Ben O’Brien                   | Besenczi Árpád              |
| Graciela Cabral, Donoso felesége  | Gryllus Dorka                 | (saját hangján)             |
| Jorge Cabral, Donoso apja         | Mendel György (George Mendel) | Dengyel Iván                |
| Miguel de Alvarado magyar zsoldos | Bicskey Lukács                | (saját hangján)             |
| Don Huelva                        | John Rado                     | Barbinek Péter              |
| Santiago                          | Benjamin Thiel                | Kilényi Márk                |
| Maria                             | Kárpáti Rebeka                | (saját hangján)             |
| Carmen grófné cselédje            | Fridel Fruzsina               | (saját hangján)             |
| Pablo                             | Viorel Păunescu               | Jantyik Csaba               |
| Vallegos grófja                   | Áron László                   | (saját hangján)             |
| Pilar de Santa Fé hercegné        | Bordán Irén                   | (saját hangján)             |
| José de Santa Fé herceg           | Makrai Pál                    | (saját hangján)             |
| González testvér                  | Gőz István                    | (saját hangján)             |
| Don Garcia                        | Székely B. Miklós             | (saját hangján)             |
| Don Martinez                      | Benkóczy Zoltán               | (saját hangján)             |
| Rivera herceg                     | Holl János                    | (saját hangján)             |
| Tomas herceg                      | Linka Péter (Peter Linka)     | (saját hangján)             |
| Ruy cselédje                      | Trokán Nóra                   | (saját hangján)             |
| Fiatal szerzetes                  | Elek Ferenc                   | (saját hangján)             |

## Stáblista
- Látványtervező: Ágh Márton
- Producer: Sipos Kornél, Sam Sleiman, Ashley Sidaway
- Jelmeztervező: Szakács Györgyi
- Operatőr: Lajos Tamás
- Zeneszerző: David Schweitzer
- Forgatókönyvíró: Adrian Rudomin
- Rendező: Adrian Rudomin
- Vágó: Clive Barrett

## További információ
- A harag napja a PORT.hu-n (magyarul)
- A harag napja az Internetes Szinkronadatbázisban (magyarul)
- A harag napja az Internet Movie Database-ben (angolul)
- A harag napja a Rotten Tomatoeson (angolul)
- A harag napja a Box Office Mojón (angolul)
- https://port.hu/cikk/magazin/a-harag-napja/article-8220
- https://port.hu/cikk/magazin/a-keresztapa-talalkozik-az-inkvizicioval/article-8221
- https://port.hu/cikk/magazin/christopher-lambert-haragban-a-nezokkel/article-8201